# Exceptional Records
Exceptional Records is een Brits platenlabel, die zich richt op het uitbrengen elektronica, deep house, jazz, break beats, hiphop, broken beats en techno. Artiesten wier werk op het label uitkwam zijn onder meer United Future Organization, Susumu Yokota en Black Diamond Bay. Remixers voor het label zijn bijvoorbeeld Kyoto Jazz Massive, Akufen, Jimpster en Quantic.